# Sebalter
Sebalter (* 1. Juli 1985), auch SEBalter geschrieben, eigentlich Sebastiano Paù-Lessi, ist ein Schweizer Sänger und Geiger. Er kommt aus Giubiasco im Kanton Tessin.

## Biografie
Sebalter wurde neben zwei weiteren Interpreten intern vom italienischsprachigen Fernsehen der Schweiz Radiotelevisione Svizzera ausgewählt, an der Vorentscheidung Die Grosse Entscheidungsshow für den Eurovision Song Contest 2014 im dänischen Kopenhagen anzutreten. Unter den drei Tessinern wurde ein Vertreter für diesen Kanton im sechs Beiträge starken Vorentscheid ausgewählt, wobei sich die Jury für Sebalter entschied. Er gewann auch das landesweite Finale in Kreuzlingen am 1. Februar 2014 und konnte daher die Schweiz beim Eurovision Song Contest 2014 im dänischen Kopenhagen vertreten.
Am 8. Mai 2014 erreichte Sebalter im zweiten Halbfinale mit 92 Punkten den 4. Platz und durfte somit im Finale antreten. Dort belegte er am 10. Mai mit insgesamt 64 Punkten den 13. Platz. 
Die Fertigstellung seines Debütalbums dauerte danach bis zum Ende des Jahres. Day of Glory erschien am 9. Januar 2015 und stieg in der Schweizer Hitparade auf Platz neun ein. Danach gab Sebalter bekannt, dass er seine Musikkarriere beenden und sich wieder seinem Beruf als Rechtsanwalt widmen möchte.
2015 saß er für RSI in der Jury von Die große Entscheidungsshow 2015, in der sein Nachfolger als Teilnehmer der Schweiz beim Eurovision Song Contest gesucht wurde.
2017 veröffentlichte er sein Album Awakening. Drei Jahre später veröffentlichte er sein erstes italienischsprachiges Album.

## Diskografie
Alben
- 2015: Day of Glory
- 2017: Awakening
- 2020: Gente Simpatica

Lieder
- 2013: Hunter of Stars
- 2014: Saturday
- 2015: Day of Glory
- 2017: Weeping Willow